# پریامان
پریامان (به لاتین: Pariaman) یک منطقهٔ مسکونی در اندونزی است که در سوماترای غربی واقع شده‌است.
 پریامان ۷۳٫۳۶ کیلومتر مربع مساحت و ۸۳٬۱۵۱ نفر جمعیت دارد.